# Eliza G

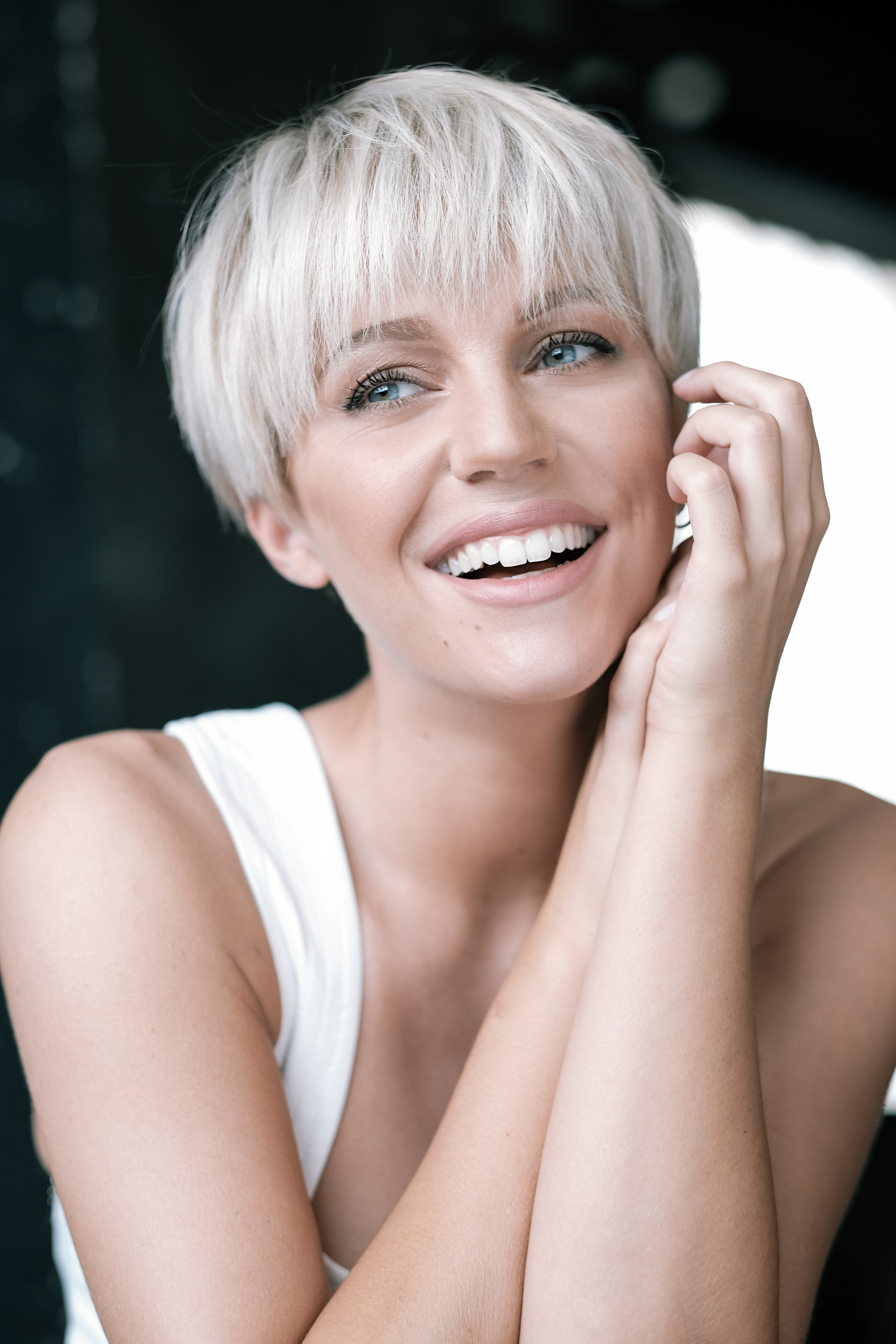
Eliza G em 2018

Eliza G (Sacile, 23 de abril 1984) é uma cantora e compositora italiana de música pop, eletrônica e dance.
Em 2010 assinou contrato com a gravadora indipendente italiana DWA Records  e gravou o primeiro single "Summer Lie" que foi produzido pelo Savage, assim conhecido para carreira artística e Robyx para as produções.
"Summer Lie" foi incluída na coletânea brasileira Summer Eletrohits 7, lançada pela Som Livre. "Love Is Unbound" é seu segundo single. Artista do gravadoras Urban Glam e Dwa Records, em 2012 foi contactada por Caterina Caselli e Sugarmusic para interpretar "My Love Is Love" canção inédita de Giancarlo Bigazzi, autor de muitos sucessos italianos e internacional. O single "The Way" foi mixado e arranjado entre a Itália e o estúdio de gravação parisiense do David Guetta. O vídeo oficial do The Way tem mais de 2 milhão de visualizações no YouTube. "Ladies Nite", um featuring com Lion D, foi lançada com a gravadora Sony Music e foi apresentada também na RedeTV!, canal de televisão brasileiro.